# Pistolet P-93
Pistolet P-93 – polski pistolet samopowtarzalny, będący zmodyfikowanym wariantem pistoletu P-83.
Zewnętrznie stał się podobny do szwajcarskiego SIG-Sauera P230, od którego jest jednak nieco większy i znacznie cięższy. Tę zmianę wyglądu zawdzięczał wydłużeniu lufy do 100 mm, usunięciu bezpiecznika nastawnego z boku zamka, zastąpieniu 20 drobnych pionowych rowków naciągowych z tyłu zamka zestawem 10 większych, ukośnych oraz zastosowaniu brązowych drewnopodobnych okładek chwytu w miejsce czarnych. Pistolet wykonany jest z głęboko tłoczonej blachy stalowej z szerokim zastosowaniem zgrzewania i lutowania.

## Historia
Broń powstała w 1993 roku, a jej konstruktorem był inż. Marian Gryszkiewicz. P-93 miał pierwotnie zastąpić P-83. Jednak tylko część egzemplarzy seryjnych trafiła na wyposażenie Policji i w ręce cywilnych odbiorców. Według różnych danych powstało od 30 do 100 egzemplarzy. Obecnie nie jest już produkowany.

## Konstrukcja
P-93 posiada mechanizm spustowy podwójnego działania z automatycznym bezpiecznikiem iglicy. Wykorzystuje energię odrzutu zamka swobodnego. Zaczep zamka jest jednocześnie zwalniaczem bezstrzałowym kurka. Jest to istotna różnica w stosunku do znanych pistoletów SIG-Sauer serii 220, gdzie obie te funkcje realizowane są przez oddzielne dźwignie. Tak, jak w omawianym modelu dźwignia ta pracuje w kompaktowych, jednorzędowych, opartych na zasadzie swobodnego odrzutu zamka modelach serii P230/232.